# AMBER
Assisted Model Building with Energy Refinement (AMBER) ist ein Programm für  molekulardynamische Berechnungen (MD) von (biologischen) Makromolekülen wie Proteinen und DNA. Weiterhin wird mit AMBER eine Reihe von Kraftfeldern in Verbindung gebracht.

## AMBER-Kraftfeld
Das Kraftfeld AMBER ist neben den CHARMM- und GROMOS-Kraftfeldern heute eines der am meisten verwendeten und wird von einer Reihe von weiteren Programmen wie beispielsweise NAMD unterstützt. Die Kraftfelder werden dabei kostenlos mit AmberTools zum Download bereitgestellt.